# Tranzit (astronomija)
Tranzit (njemački transit < talijanski transito < latinski transitus: prijelaz, prolaženje, prolaz) ili prijelaz, u astronomiji, je prijelaz Merkura ili Venere preko Sunčeva kruga; općenitije, prijelaz manjega nebeskog tijela ili sjene manjega tijela preko kruga većega tijela, npr. prirodnih satelita ispred planeta (Venerin prijelaz). Zaklanjanje manjega tijela većim naziva se okultacija.

## Venerin prijelaz
Venerin prijelaz ili Venerin tranzit je prijelaz Venere ispred Sunca i zakrivanje dijela njegova kruga. Ne događa se svaki put kad se Venera nađe između Zemlje i Sunca jer se ravnine gibanja Venere i Zemlje oko Sunca razlikuju za 3.4°, pa je Venera najčešće iznad ili ispod Sunčeva diska. Pojavljuje se 4 puta u 243 godine i obično traje po nekoliko sati (prijelaz 2012. trajao je 6 sati i 40 minuta): između prve i druge pojave razmak je 8 godina (s nekoliko dana razlike) između druge i treće pojave razmak je 105.5 godina, između treće i četvrte opet 8 godina, a do novoga ciklusa treba čekati 121.5 godina. 
Od otkrića teleskopa Venerini prijelazi su bili:
- 7. prosinca 1631.,
- 4. prosinca 1639.,
- 6. lipnja 1761.,
- 4. lipnja 1769.,
- 9. prosinca 1874.,
- 6. prosinca 1882.,
- 8. lipnja 2004. i
- 5. – 6. lipnja 2012.

Sljedeći Venerini prijelazi će biti: 
- 11. prosinca 2117.,
- 8. prosinca 2125.,
- 11. lipnja 2247.,
- 9. lipnja 2255. itd.

Vrijeme Venerinog prijelaza 1631. predvidio je Johannes Kepler; njegove je proračune usavršio Jeremiah Horrocks, koji je prijelaz motrio 1639. metodom projekcije, što i danas prakticiraju amateri. Prijelazi nisu potpuno vidljivi s cijele Zemlje, tj. prijelaz Venere ne mogu vidjeti promatrači iz onih dijelova Zemlje na kojima je u vrijeme prijelaza noć.
Venerin je prijelaz kroz povijest bio popraćen velikom mobilizacijom znanstvenika i opreme i organiziranjem ekspedicija i međunarodnih suradnji kako bi se promatrao iz različitih dijelova svijeta. Ruđer Bošković je za britanski Royal Society sudjelovao u organiziranju dviju takvih ekspedicija (Istanbul 1761. i Kalifornija 1769.). Venerini prijelazi poslužili su za određivanje Sunčeve paralakse, odnosno udaljenosti Zemlje od Sunca (prema metodi Edmonda Halleyja), zatim za procjenu Venerina promjera, a pri prijelazu 1761. Mihail Vasiljevič Lomonosov zapazio je Venerinu atmosferu.
Prije prvih preciznih kronometara, Venerin prijelaz promatrao se i radi određivanja mjesnoga meridijana (zemljopisne dužine). Tako je i ekspedicija Jamesa Cooka s pomoću promatranja Venerina prijelaza 1769. precizno odredila položaj Tahitija.

## Merkurov prijelaz
Merkurov prijelaz ili Merkurov tranzit je prijelaz Merkura preko Sunčeva kruga (viđeno sa Zemlje). U trenutku prijelaza Merkur se vidi kao mala točkica na Sunčevom krugu. Merkurov prijelaz se vidi češće od Venerinog prijelaza, između 13 i 14 prijelaza tijekom jednog stoljeća, jer je Merkur bliži Suncu i češće se okreće. Merkurovi prijelazi se događaju ili u svibnju ili u studenom.Zadnja četiri prijelaza dogodila su se 2003., 2006., 2016., 2019.; a sljedeći će biti 13. studenoga 2032. Na dan 3. lipnja 2014. prvi puta je Merkurov prijelaz viđen s Marsa (Marsovsko vozilo Curiosity).